# Olaf Skok
Olaf Skok (* 31. Juli 1969) ist ein ehemaliger deutscher Fußballspieler.

## Karriere
Skok wechselte von der SpVgg Marl in die Bundesliga zu SG Wattenscheid 09. Nach vier Einsätzen endete die Saison und Skok stieg mit seinen Mannschaftskollegen in die 2. Bundesliga ab. Die nächsten zwei Jahre spielte er mit den Wattenscheidern in der 2. Liga und kam zu 44 Einsätzen (zwei Tore), bevor man im Sommer 1996 in die Regionalliga West/Südwest abstieg. Nach einer guten Saison und sieben erzielten Toren in 32 Spielen, stieg er mit dem Verein in der nächsten Saison sofort wieder auf. In den nächsten zwei Jahren bestritt er 52 Spiele (zwei Tore), bis der Abstieg in der Saison 1998/99 folgte. Daraufhin wechselte Skok zu Rot-Weiss Essen in die Regionalliga, wo er noch zwei Jahre spielte. Dort kam er in 53 Spielen zum Einsatz und erzielte fünf Tore.